# Cybermilitantisme

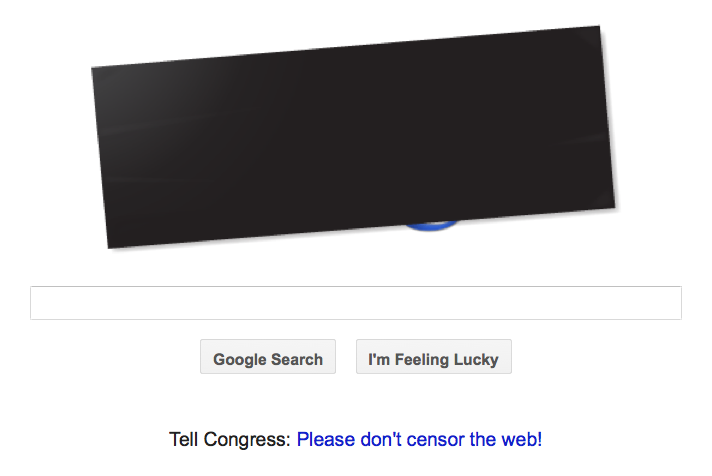
Doodle autocensuré par Google en opposition à la proposition de loi américaine SOPA (2012).

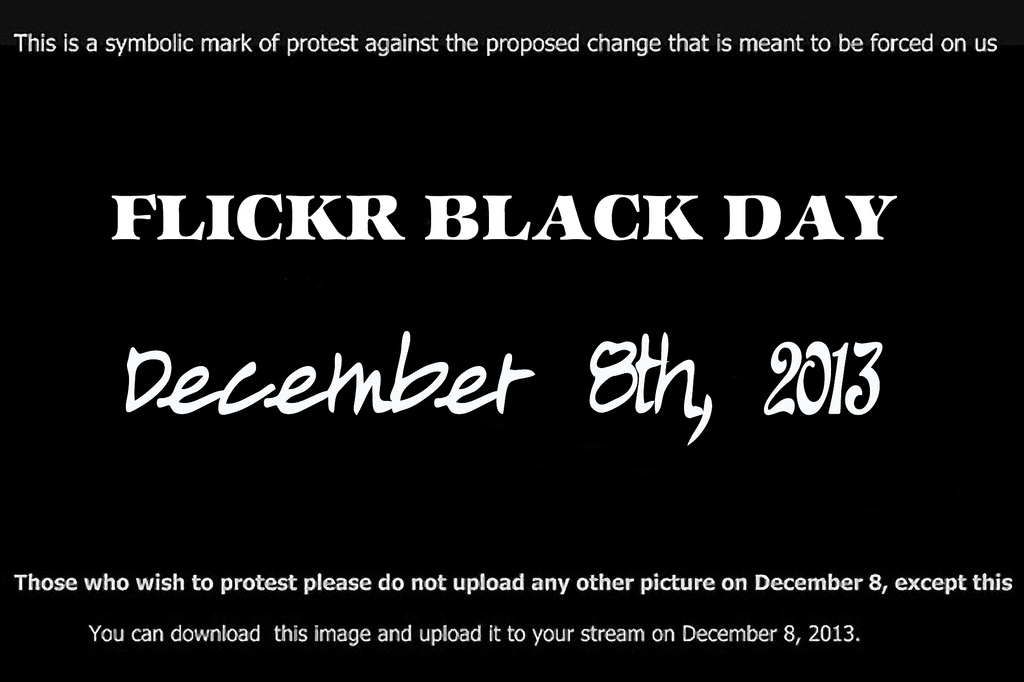
Black out sur Flickr en 2013.

Slacktivisme. Je suis Charlie, image massivement partagée sur les réseaux sociaux après l'attentat contre Charlie Hebdo en janvier 2015.

Doodle Go Vote pour les élections de 2018 aux États-Unis.

Le cybermilitantisme, militantisme sur Internet ou militantisme en ligne est l'ensemble des formes de militantisme pratiquées sur Internet,.

## Émergence
C’est en octobre 1989 que la première cyberattaque à motifs explicitement politiques est menée. Celle-ci vise les ordinateurs de la NASA et du département de l’énergie des États-Unis, et consiste en un virus de type worm affichant un message contre l’utilisation de l’énergie nucléaire lors de la connexion des utilisateurs.
Le numérique et les réseaux sociaux, précurseurs du cybermilitantisme et de l’activisme numérique. Le numérique et les réseaux sociaux ont provoqué un renouvèlement de l’engagement militant, grâce aux plateformes socio numériques permettant à plusieurs individus de collaborer à grande échelle, dans le but de défendre une cause commune.  En effet, une tendance participative et collaborative auprès des usagers de partager du contenu journalistique et de s’exprimer sur des enjeux aurait été engendrée par l’apparition du Web 2.0 et des réseaux sociaux. Certains évènements et mouvements ont pu voir leur visibilité et leur impact amplifiés grâce aux plateformes collaboratives telles que Facebook et Twitter qui s’appuient sur les contenus produits et partagés par leurs usagers.
Le numérique, émergeant du virage néolibéral des années 1980, comme lieu d’opposition crédible, sous une forme innovante qui combine coopération et partage, défense des « communs » et prédilection pour les valeurs libérales d’accomplissement de soi et de mérite individuel. La situation était alors claire, native et presque naïve : pour une part des acteurs du Web, le numérique et les valeurs qu’il charriait avaient un potentiel émancipateur. Parmi ces acteurs, se trouvaient à la fois des « militants des logiciels libres (libristes), des hacktivistes (hackers militants), des défenseurs des Creative Commons, des pionniers du Web participatif ». Ce potentiel émancipateur du numérique est par la suite, fortement renforcé par l’apparition du Web 2.0 et des réseaux sociaux. En effet, les réseaux sociaux auraient permis une réinvention de l’activisme social. Selon Malcolm Gladwell : « Le monde », nous dit-on « est en plein milieu d'une révolution. Les réseaux sociaux réinventent l'activisme social. Avec des outils comme Facebook et Twitter, la relation traditionnelle entre le politique et les citoyens serait bouleversée. Les réseaux sociaux faciliteraient la collaboration entre les petites gens, les démunis qui pourraient ainsi se coordonner pour faire entendre leur voix ». Ce renouvèlement de l’activisme social, par le caractère participatif des réseaux sociaux, permettant à des individus de collaborer ensemble et de s’exprimer sur des enjeux sociétaux, vient changer la dynamique de l’engagement militant, où derrière leurs ordinateurs, de nouveaux militants qui changeraient la face du monde, nourriraient le débat, feraient circuler les idées pour les faire rejaillir dans la société civile.
Avec l’avènement du web 2.0 des années 2000, Internet et les réseaux sociaux prennent une place considérable dans les mouvements de protestation. Les principes participatifs, collaboratifs, et « faites le vous-même » adoptés par ce nouveau cyberespace contribuent à la démocratisation du web.

## Particularités
Le cybermilitantisme découle du courant de pensée de la culture hacker, mouvement idéologique né dans les années 1960 au Massachusetts Institute of Technology. Les hackers revendiquent un libre accès à l’information et considèrent que l’informatisation est un phénomène positif pour l’humanité. Plusieurs sites prônant l’accès et la démocratisation de l’information sur le Web, tels que les « wikis », comme Wikipédia ou wikileaks, s’inscrivent dans cette optique de partage ouvert, sans frontières et de transparence des connaissances.
La liberté d’expression constitue aussi un point central dans la culture hacker. Par exemple, le forum d’échange et de discussions 4chan, qui a donné vie au mouvement hacktiviste Anonymous, représente cet aspect de la culture hacker: sa participation est volontaire, anonyme, non hiérarchique, et ne comporte aucune restriction quant à la liberté d’expression. Ce genre d’environnement libertaire est très prisé des hackers, qui estiment qu'il constitue un idéal de liberté de pensée et d’expression où l’on peut mettre au profit de l’humanité les nouvelles technologies de l’informatique.

## Impact
Les cybermilitants adoptent une stratégie politique visant généralement à agir sur l’opinion publique en démocratisant les plateformes de communication. Autant à travers l’art que les attaques informatiques, le but du cybermilitantisme est de promouvoir une idée à travers Internet, plateforme médiatique de masse par excellence aux yeux des cybermilitants, permettant visibilité et support vis-à-vis des publics concernés.

## Formes

### Hacktivisme
L'hacktivisme consiste en l'utilisation non violente du piratage informatique à des fins politiques. Bien que le piratage informatique soit illégal, son utilisation permet de propager des idées politiques rapidement et à grande échelle. Ces pratiques de piratage hacktivistes sont des activités perturbatrices qui prennent diverses formes. Le type d'attaque hacktiviste le plus répandu est la dégradation de sites web, soit l'altération illégale de pages web de sorte à y placer un message politique. L'hacktiviste peut aussi effectuer des redirections de sites web, du vol d'informations, des attaques par déni de service (DoS ou DDoS) ou des sit-in virtuels.
Par ailleurs, les groupes hacktivistes, à l'instar d'Anonymous, sont souvent peu coordonnés et peu médiatisés, du fait que leurs membres accordent une importance particulière à leur anonymat.
De plus, la pratique de l'hacktivisme est sujette à controverse du fait de son illégalité. Par exemple, les révélations d'Edward Snowden concernant la surveillance du web, dont les informations sont tirées de documents confidentiels du gouvernement américain, s'inscrivent aussi dans cette approche du cybermilitantisme, ayant ensuite été rendus publics par l'entremise du site Wikileaks et de médias ayant collaboré à leur publication.

### Art hacktiviste
L'art hacktiviste, incluant des mouvements tels que Fluxus et le « Mail Art », est défini par l'utilisation de plateformes informatiques de masse pour créer une communauté artistique diversifiée. Fluxus, qui sera composée de plusieurs artistes multidisciplinaires à travers son histoire, formera une base représentative de l'art hacktivisme. Ces artistes sont portés par la volonté d'offrir l'art dans un milieu communautaire libre, hors de tout contrôle des musées, qui selon eux décident ce qui est de l'art et ce qui peut alors être présenté ou non au public. Ce type de cybermilitantisme a connu un essor entre les années 1960 et 1970 avec le mouvement Fluxus. En créant ces milieux propices, ces plateformes permettent à des communautés artistiques de promouvoir l'art sur un niveau transnational, encourageant ainsi l'expérimentation et la liberté d’expression. Celle-ci porte une attention particulière sur la facilité de la distribution de l'art, utilisant la propagation rapide des médias sociaux, et à la création de ces milieux propices dans lesquelles l'art avancera à travers les contributions des membres.

### Cyberterrorisme
Le cyberterrorisme est « l'utilisation illégale de plateformes informatiques ayant pour objectif de commettre des actes de terreur ». Cette pratique se distingue par la propagation d'informations ou de désinformation (fausses nouvelles) dans l'optique de promouvoir le message d'une faction, ainsi que la récolte d'informations et le recrutement de membres. Le cyberterrorisme se catégorise en deux types. Le cyberterrorisme peut avoir pour objectif la violence et la peur, similaire aux actes terroristes traditionnels, ou alors l'intention de causer des dommages politiques ou économiques pour susciter une réaction du public et/ou d'un gouvernement.

### Slacktivisme
Le slacktivisme (littéralement « activisme paresseux »), mot-valise formé par la fusion du terme anglais slacker (« fainéant ») et du mot « activisme », est une forme de militantisme sur Internet qui s'est développé dans les années 2000 avec l'avènement des réseaux sociaux et qui consiste à cliquer pour participer à un mouvement collectif virtuel sans s'engager plus activement et concrètement.
Les campagnes de Twibbon menées sur Twitter, les pétitions en ligne ou, en guise de soutien, le partage d'un tweet (re-tweet), le changement de sa photo de profil ou le like sur Facebook en sont des illustrations. Ce cybermilitantisme porte d'autres vocables : clictivisme, slackertivisme, fauteuil révolutionnaire, bénévolat virtuel. Le slacktivisme peut aussi se manifester sous la forme de port d'un habit d'une couleur en particulier, d'un bracelet coloré, voire d'un badge ou d'un pin's.

## Cybermilitants célèbres
- Julian Assange – WikiLeaks

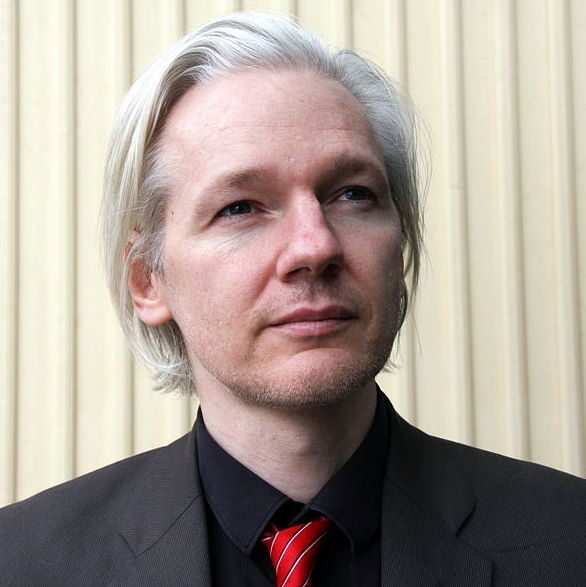
Julian Assange en 2010.

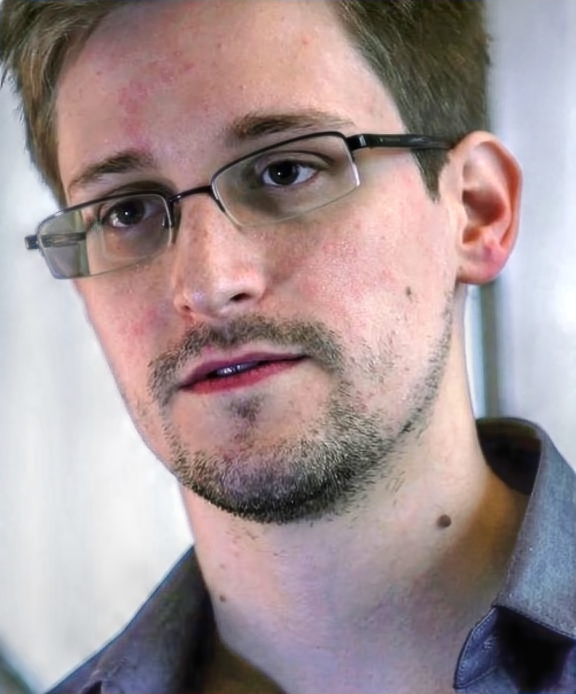
Edward Snowden en 2013.

- Daniel Domscheit-Berg – OpenLeaks (anciennement WikiLeaks)
- Jimmy Wales – Wikipédia
- Pierre Omidyar – Omidyar Network
- Xiao Qiang – China Digital Times
- Jacob Appelbaum - anciennement Tor Project
- Aaron Swartz – Reddit, Creative Commons, Open Library, Demand Progress
- Wael Ghonim - We are all Khaled Said
- Cory Doctorow
- Alaa Abdel Fattah
- Jillian York
- Yoani Sánchez
- Courtney Radsch
- Taren Stinebrickner-Kauffman
- Raif Badawi
- th3j35t3r
- Cyber Anakin
- Eli Pariser - auteur du concept de la Bulle de Filtre
- Edward Snowden - Lanceur d'alerte américain
- La Katiba des Narvalos, collectif luttant contre les activités djihadistes sur les réseaux sociaux